# 제너 효과

제너 효과(Zener effect)는 전계가 반도체의 전도대로 전자의 터널링을 가능하게 하는 역 바이어스 된 PN 다이오드 절연파괴의 일종이다. 제너 항복은 제너 다이오드에 이용된다.

## 기구
높은 역 바이어스 전압에 따라, pn 접합의 공핍 영역은 접합에 걸쳐 높은 전계 강도로 확장한다. 충분히 강한 전기장은 자유 전하 캐리어들의 다수 선도 반도체의 전도대에 전자의 가전자로부터 터널링을 가능하게 한다.